# August Lemmer
August Ludwig Carl Lemmer (* 3. März 1862 in Deutz; † 27. August 1933 in Karlsruhe) war ein deutscher Künstler.

## Leben
Lemmer studierte von 1880 bis 1887 an der Kunstakademie Düsseldorf bei Hugo Crola, Julius Roeting, Peter Janssen der Ältere, Adolf Schill und von 1888 bis 1892 an der Kunstakademie in Karlsruhe und ließ sich anschließend in der badischen Hauptstadt als Maler nieder. Er wohnte in der Hoffstraße Nr. 3.

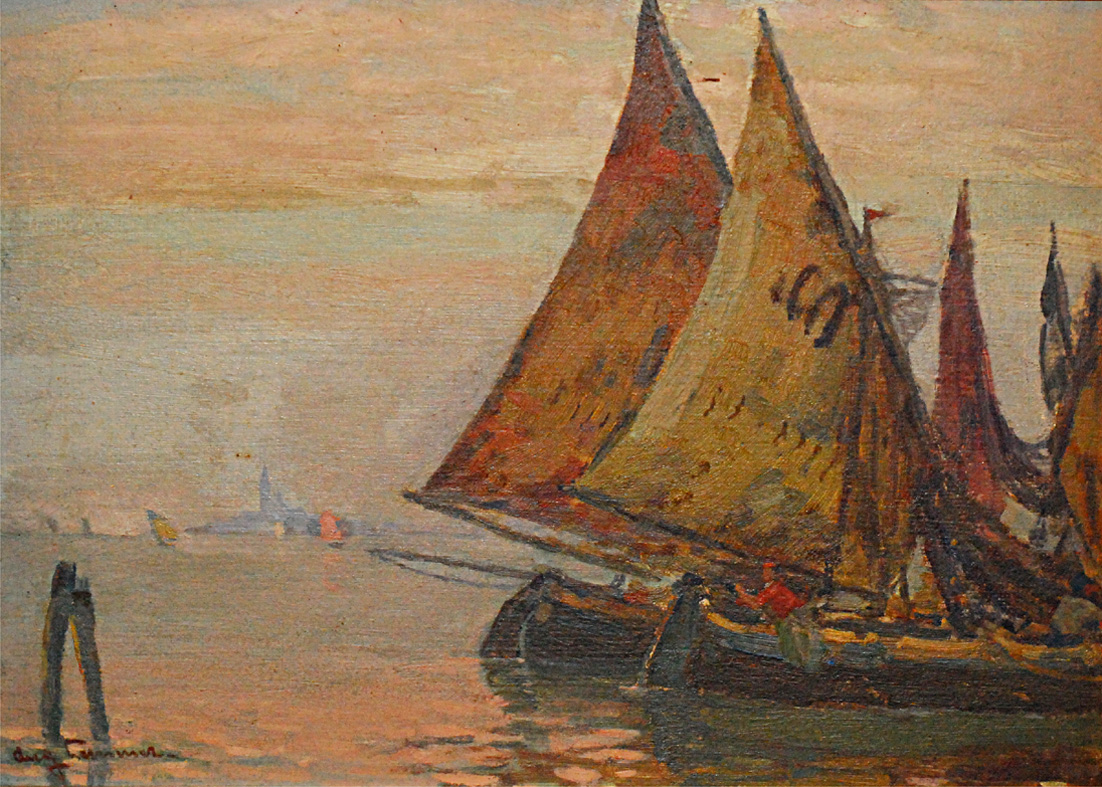
August Lemmer: Segelboote vor Venedig, Öl auf Malkarton, ca. 1900.

Lemmer machte sich einen Namen als Autor von impressionistischen Landschaftsbildern, Seestücken und Stadtansichten. Aus dem späten 19. und frühen 20. Jahrhundert sind zahlreiche Gemälde des Künstlers erhalten, die vor allem Motive aus Krain, Triest und Venedig, aber auch deutsche Stadtansichten, zum Beispiel München, zeigen. Ein bevorzugtes Thema Lemmers, das er in zahlreichen Varianten bearbeitete, sind Fischerboote vor der Küste Venedigs.

## Ausstellungen (Auswahl)
- 1902: Glaspalast München für die Kunstgenossenschaft Karlsruhe (KGK), Gemälde Partie aus Triest.[5]
- 1903: Glaspalast München für die Kunstgenossenschaft Karlsruhe, Gemälde Der Alte.[6]
- 1904: Glaspalast München für die Kunstgenossenschaft Karlsruhe, Gemälde In der Waschküche.[7]
- 1905: im Künstlerhaus I., Karlsplatz 5 in Wien, Ölgemälde Landschaft in Krain.[8]